# GTO’s
GTO’s war eine der ersten rein weiblichen Gruppen in der Geschichte der Rockmusik. Die meisten Mitglieder der Gruppe waren in Musikerkreisen als Groupies bekannt. Die Gruppe veröffentlichte nur eine Langspielplatte und eine Single, beide produziert von Frank Zappa. Mit dessen Gruppe The Mothers of Invention waren sie Ende der 1960er Jahre bei mehreren Auftritten an der amerikanischen Westküste live zu sehen. Sie waren von 1968 bis 1970 aktiv.

## Ursprung
Eigentlicher Katalysator der Gruppe war Christine Frka. Sie war Ende der 1960er Jahre im Hause Zappa als Kindermädchen angestellt. „Miss Christine“, wie sie später auch genannt wurde, lud immer wieder ihre Freundinnen ein, um mit ihnen im Keller des zappaschen Anwesens Tanzschritte einzuüben und die gemeinsame Vorliebe für extravagante Garderobe zu pflegen. Das schrullige Ensemble gab sich sogar einen Namen: „Laurel Canyon Ballet Company“.(S. 198)
Neben Tanzen und dem Hang zu ungewöhnlicher Kleidung hatten die Frauen eine weitere gemeinsame Vorliebe: Rockmusiker. Die Groupiegruppe hätte sich kein geeigneteres Quartier suchen können als das Haus Frank Zappas, wo sich berühmte Rockmusiker jener Tage buchstäblich die Klinke in die Hand gaben.(S. 199)

## Gründung und Name
Die Gründung der Gruppe GTO’s im Jahr 1968 geht zurück auf eine Idee von Frank Zappa. Er war zwangsläufig auf das bunte Treiben in seinem Haus aufmerksam geworden und hatte daran Gefallen gefunden. So schlug er Miss Christine und deren Freundinnen Miss Pamela, Miss Sandra, Miss Lucy, Miss Mercy, Miss Cinderella und Miss Sparky vor, ihre „verborgenen Talente“ zu erschließen, wohl wissend, dass keine von ihnen singen geschweige denn ein Instrument spielen konnte.(S. 49f)
Der Name GTO’s stand als Abkürzung zunächst für „Girls Together Only“. Später setzte sich dann – nach vielen anderen Erklärungen für diese Abkürzung – der Name „Girls Together Outrageously“ durch. Weitere überlieferte Namen sind „Girls Together Occasionally“ oder „Girls Together Often“.(S. 198, 212) (S. 50)

## Mitglieder
Miss Christine (1949–1972)  war die Tochter jugoslawischer Einwanderer und wurde als Christine Frka in San Pedro geboren. Sie lernte Frank Zappa kennen, als der das Haus, in welchem sie mit einer Freakkommune lebte, im Mai 1968 kaufte. Sie blieb dort wohnen, weil die Zappas sie als Haushälterin und Kindermädchen einstellten. Miss Christine liebte ausgefallene Kleidung, die sie ausschließlich selbst nähte, möglicherweise, um so ihre schlanke Statur besser verbergen zu können. Sie war Ende der 1960er Jahre mit Alice Cooper befreundet und machte diesen mit Frank Zappa bekannt.
Miss Cynderella (* 1952), nach eigenem Bekunden eine „chronische Lügnerin“, die sich „an nichts erinnern“ kann, ist der zweite kreative Kopf der GTO’s. Von Frank Zappa dazu aufgefordert, hat sie die meisten Songs der Gruppe geschrieben. Überliefert ist ihre Vorliebe für durchscheinende Miniröcke.
Miss Lucy († 1991) wurde als Lucy Offerall in Puerto Rico geboren. Nach ihrem Umzug nach Los Angeles traf sie dort im Haus eines gemeinsamen Freundes Miss Pamela und Miss Sparky. Sie verließ später die GTO’s mit der Begründung, die Gruppe sei zu kommerziell geworden. Sie wirkte unter anderem in Frank Zappas Filmen 200 Motels und Uncle Meat mit.
Miss Mercy (1949–2020) kam als 16-jähriger Teenager aus einer Vorstadt San Franciscos nach Haight-Ashbury, dem Mittelpunkt der Hippieszene San Franciscos. In dieser Zeit ließen ihre Eltern sie mehrmals in ein Erziehungsheim einweisen. Des Hippiedaseins überdrüssig, pendelte sie eine Zeit lang zwischen Laguna Beach und San Francisco, ging kurz nach New York um schließlich nach Los Angeles zu kommen. Dort zog sie ins „Landmark Hotel“. Dieses Motel benutzten damals viele Gruppen als Unterkunft, wenn sie in der Gegend Auftritte hatten. Miss Mercy teilte sich dort ein Zimmer mit Miss Christine und Miss Cinderella.
Miss Pamela wurde 1948 als Pamela Ann Miller geboren. Wie schon Miss Christine war sie im Zappa-Haushalt als Kindermädchen tätig. Sie nennt sich noch heute „Queen of the groupies“, ein Name, der ihre besonderen Beziehungen zu Berühmtheiten wie Mick Jagger, Jimmy Page, Noel Redding, Jim Morrison, Keith Moon, Nick St. Nicholas, Jimi Hendrix, Ray Davies und Don Johnson widerspiegelt. 1977 heiratete sie den Rockmusiker und Schauspieler Michael Des Barres, mit dem sie einen Sohn hat. Die Ehe wurde 1991 geschieden. Ihre Erfahrungen als Groupie schrieb sie 1987 in dem Buch „I’m with the band – Überzeugungen eines Groupies“ nieder.
Miss Sandra war italienischer Abstammung und stammte aus San Pedro im Süden Kaliforniens. In der Los-Angeles-Szene lernte sie Miss Christine kennen, mit der sie später nach New York ging. Nach einem kurzen Intermezzo auf einer Kunstschule kam sie zurück nach Los Angeles. Dort zog sie in der Kommune Karl Franzonis ein, die in Laural Canyon ein riesiges Blockhaus bewohnte, das einst der Stummfilmstar Tom Mix hatte erbauen lassen. Als Frank Zappa dieses Haus im Sommer 1968 kaufte, blieb Miss Sandra dort ebenso wohnen wie ihre Freundin Miss Christine.
Miss Sparky (geboren als Linda Sue Parker) mochte Musik, Schwerpunkt: „Alles!“ Sie kannte Miss Pamela aus der gemeinsamen Zeit an der Cleveland High School. In der damaligen Clubszene von Los Angeles (Cheetah und andere) fielen sie und ihre Freundinnen Miss Sandra und Miss Lucy als mit Windeln bekleidete Tänzerinnen auf. Bei einer dieser Gelegenheiten wurde Frank Zappa auf sie aufmerksam.

## Liveauftritte
Frank Zappa lud Miss Christine, Miss Pamela, Miss Sandra, Miss Mercy, Miss Lucy, Miss Sparky und Miss Cinderella im Juni 1968 ein, beim nächsten Auftritt der Mothers of Invention in San Bernardino auf der Bühne zu tanzen. Eine sittenstrenge Ordnungskraft verhinderte den Auftritt, „weil hinter Pamelas Lätzchen eine Brustwarze hervorlugte“, beschreibt Barry Miles den karrierehemmenden Zwischenfall. Am 23. Juli 1968 standen die GTO’s in dem Club Whisky-A-Go-Go erstmals auf einer Bühne, sangen zwei Songs, tanzten und ernteten stehenden Beifall.(S. 198)

## Schallplattenaufnahme
Nebenbei ermunterte Zappa die GTO’s zu weiterem kreativen Tun. „Wie wäre es, wenn wir ein Dutzend Songs schrieben, während er und die Mothers auf Tournee wären, und wenn er zurückkäme, könnten wir sie vielleicht für Franks neue Plattenfirma Bizarre Rekords aufnehmen!“, sagte Pamela Des Barres über diese Phase.(S. 50) Die GTO’s standen inzwischen auf Zappas Lohnliste, jedes der Mädchen erhielt einen wöchentlichen Vorschuss, der Name der Gruppe stand jetzt für „Girls Together Outrageously“. Die Plattenaufnahmen begannen kurz vor Weihnachten 1968.(S. 212)
Mitwirkende waren Frank Zappa und Lowell George als Produzenten sowie Ex-Monkee Davy Jones als einer der beteiligten Komponisten. Die meisten Tracks wurden von Ian Underwood (Keyboards), Don Preston (Synthesizer), Roy Estrada (Bass), Jimmy Carl Black (Schlagzeug), Frank Zappa (Tamburin), Nicky Hopkins (Keyboards) und Craig Doerge (Keyboards) eingespielt. Als Gastmusiker wirkten Jeff Beck (Gitarre), Rod Stewart (Gesang), Rodney Bingenheimer (Gesang), Lowell George, Russ Titleman und möglicherweise auch Ry Cooder (Gitarre) an den Aufnahmesessions mit.
Die Aufnahmen waren auf Band, die Promotionkampagne für Gruppe und Schallplatte längst angelaufen, als Zappa das Projekt im Frühjahr 1969 vorläufig stoppte. Drei GTO’s waren in einem Hotel mit Heroin erwischt worden.(S. 213) Es dauerte einige Monate, bis Zappa sich erneut dem Album zuwendete und es fertigstellte, weil er schon viel Zeit und Geld darin investiert hatte. Zunächst erschien Ende September 1969 eine Single-Auskoppelung mit den beiden Stücken Circular Circulation und Mercy’s Tune, der im Dezember 1969 der Veröffentlichung des Albums Permanent Damage folgte. Im selben Monat erschien auch Zappas Album Hot Rats, auf dessen Coverfoto Miss Christine abgebildet ist.(S. 227) 

## Reaktionen
Nun war dieses Album auf dem Markt, von dem Zappas Geschäftspartner Herb Cohen damals sagte: „Kein Plattenvertrieb der Welt wird so etwas je ins Programm aufnehmen.“(S. 228) Die Platte ging dennoch um die Welt, wurde 1989 und 1991 noch zweimal auf CD herausgebracht.
Sounds-Rezensent Rainer Blome hielt es für das „zügelloseste Album des Jahres 1970“, und nicht nur deswegen für „brillant“. Für bemerkenswert hielt Blome nicht nur die Einheit des Dargebotenen und dessen Bezüge zu Karlheinz Stockhausen, John Cage, Luciano Berio oder anderen Vertretern der Neuen Musik. Den Textvortrag der GTO’s – der auf dem 17 Stücke langen Album mal singend, mal rezitierend, dann wieder „tratschend“ daherkommt – lobte er, ohne Vorurteile mit offenen Ohren zuhörend, als „Dadavantgarde“.(S. 94)

## Nachklang
Einige der GTO’s sind in Frank Zappas 1970 erschienenen Film 200 Motels zu sehen. Miss Pamela tritt dort in der Rolle einer immer neugierigen Reporterin auf. Miss Lucy und Miss Jane Fergusson dagegen spielten, wie Carl-Ludwig Reichert anmerkte, „was sie waren: Groupies“.(S. 70)
Miss Christine starb 1972 an einer Überdosis Rauschgift. Miss Lucy starb 1991 an Aids. Miss Sandra ging zurück nach San Pedro und starb später an Krebs. Miss Mercy starb am 27. Juli 2020 im Alter von 71 Jahren.

## Einzelbelege
1. ↑  The G.T.O.'s Biography, Songs, & Albums. Abgerufen am 15. Oktober 2023 (englisch).
2. 1 2 3 4 5 6 7 8  Barry Miles: Zappa. Rogner & Bernhard, 2005. ISBN 3-8077-1010-8
3. 1 2 3 4  Carl-Ludwig Reichert: Frank Zappa. DTV, München, 2000. ISBN 3-423-31039-1
4. 1 2 3 4 5   Electric Gypsy (Memento vom 29. April 1999 im Internet Archive) (Stand: 9. Oktober 2006)
5. 1 2 3 4  GTO's—Permanent Damage. Abgerufen am 15. Oktober 2023.
6. ↑  ARF: Bibliography: I'm With The Band. Confessions of a groupie. Abgerufen am 15. Oktober 2023.
7. ↑  Pamela Des Barres. Archiviert vom Original; abgerufen am 15. Oktober 2023.
8. ↑  Frank-Zappa-Gigliste (Stand: 9. Oktober 2006)
9. ↑  Rainer Blome: The GTO’s. In: Sounds – Platten 66-77. Zweitausendeins, Frankfurt, 1979.
10. ↑  Brenna Ehrlich: Miss Mercy, Frank Zappa Muse and GTO Co-Founder, Dead at 71. In: Rolling Stone. 28. Juli 2020, abgerufen am 31. Juli 2020 (amerikanisches Englisch).